# Nakazukh
Nakazukh (en rus: Наказух) és un poble del Daguestan, a Rússia, que en el cens del 2010 tenia 136 habitants. Pertany al districte rural de Gunib.